# Cankili II
Cankili II, (tamoul : சங்கிலி குமாரன்; mort en 1619), de son nom royal Cekaracacekaran IX, est le dernier roi du royaume de Jaffna, dans l'actuel Sri Lanka. Il fait partie de la dynastie Ârya Chakravarti. 

## Biographie

### Accession au trône
Avec la mort d'Ethirimana Cinkam en 1617, il y avait trois prétendants au trône. L'un d'eux était Cankili II, un neveu du roi. L'autre était le jeune fils du roi, allié à un groupe de Mudaliar (en) pro-portugais. Finalement Cankili II devint roi après un massacre au palais royal. 
Cependant, Cankili ne réussit pas à convaincre les autorités du ceylan portugais à l'île de Mannar et à Colombo d'accepter sa domination et sa régence à cause de l'opposition des Mudaliar (en) pro-portugais. Il demanda alors de l'aide au roi indien, Raghunatha Nayak, d'envoyer une aide militaire et autorisa les corsaires de Malabar à utiliser une base à Neduntivu, ce qui constituait une menace pour la navigation des navires portugais dans le détroit de Palk.

### Défaite face au Portugal
En juin 1619, il y eut deux expéditions militaires portugaises dans le royaume de Jaffna: une expédition navale qui fut repoussée par Khem Nayak et les corsaires de Malabari, et une expédition terrestre de Filipe de Oliveira et son armée de 50 000 hommes, qui fut capable de vaincre Cankili. 
Les soldats restants de Cankili ont été décapités par les Portugais, et Cankili lui-même a été emmené à Goa pour être pendu en public. Les membres survivants de la famille royale ont également été emmené à Goa, et il leur a demandé à devenir des moines ou des nonnes dans les ordres sacrés, avec célibat obligatoire pour éviter la naissance d'autres prétendants au trône de Jaffna.,